# Klaus Bötig
Klaus Bötig (* 2. Juli 1948 in Bayreuth; † 11. Mai 2025 in Bremen) war ein deutscher Reiseschriftsteller.

## Leben und Wirken
Klaus Bötig, geboren 1948 in Bayreuth, wuchs im hessischen Kassel auf. In Marburg absolvierte er sein Studium der Germanistik und der Politischen Wissenschaften.
Bötig wurde besonders durch seine Veröffentlichungen zum Thema Griechenland bekannt. Er schrieb auch unter dem Pseudonym Alfred Janssen. Er schrieb für Verlage wie Marco Polo Reiseführer, den DuMont Buchverlag, für Nelles Verlag und für die Reihe Merian in der Ganske-Verlagsgruppe. Neben seinen Arbeiten über Griechenland veröffentlichte er Reiseliteratur über Sri Lanka, Malaysia, Madeira, Island, Malta, die Azoren und Wales. Zu deutschen Zielen veröffentlichte er Reiseführer über die Lüneburger Heide und die Ostfriesischen Inseln. Bötig war auch für das Reisejournal im Hörfunk von Radio Bremen tätig.
Klaus Bötig lebte ab 1974 als freier Schriftsteller im Norden Deutschlands, in der Hansestadt Bremen und war Ehrenbürger der griechischen Insel Kos.

## Schriften
Klaus Bötig schrieb Reiseführer zu etwa 50 Zielgebieten, die in über 300 Ausgaben bzw. Auflagen erschienen sind, darunter auch in anderen europäischen Ländern.
Griechenland und Zypern
- Korfu. Über 10 Ausgaben, darunter in den Niederlanden. 1974–2002.
- Athen./Athen und Attika. Über 10 Ausgaben, darunter in den Niederlanden, Ungarn. 1975–2008.
- Griechenland und die ägäischen Inseln. 8 Auflagen. Goldstadtverlag, Pforzheim 1976–1988.
- Attika. 5 Auflagen. Polyglott, München 1981–1989.
- Kreta. Über 45 Ausgaben, darunter in Belgien, Frankreich, den Niederlanden, Norwegen, Tschechien, Ungarn. 1983–2009.
- Kykladen. 4 Ausgaben. 1984–1991.
- Zypern. Über 25 Ausgaben, darunter in Belgien, Tschechien. 1986–2008.
- Rhodos. Über 20 Ausgaben, darunter in Belgien, Tschechien. 1988–2008.
- Mykonos. 5 Ausgaben. 1988–2003.
- Samos./Samos und Nachbarinseln. Über 10 Ausgaben, darunter in den Niederlanden. 1987–2009.
- Korfu und Ionische Inseln. 4 Ausgaben. 1990–2009.
- Griechische Inseln./Griechische Inseln, Ägäis. Über 10 Ausgaben, darunter in den Niederlanden, Finnland, Frankreich, Schweden. 1992–2008.
- Ionische Inseln. 5 Auflagen. Mairs Geographischer Verlag, Ostfildern 1993–1998.
- Griechenland. Über 10 Ausgaben. 1993–2007.
- Peloponnes. 8 Auflagen. Mairs, Ostfildern 1995–2009.
- Kos. 8 Ausgaben, darunter in den Niederlanden. 1995–2008.
- Chalkidikí und Thássos./Chalkidikí und Thessaloniki. 6 Ausgaben. 1997–1986.
- Santorin. 3 Ausgaben, darunter in den Niederlanden. 1997–2009.
- Tage auf Kreta. Mit Aquarellen von Hans-Jürgen Gaudeck. HSB, Nagold 2007, ISBN 978-3-9810177-8-6.

Europa
- Island. Über 10 Ausgaben. 1976–1993.
- London. 2 Auflagen. Goldstadtverlag, Pforzheim 1977, 1980.
- Madeira./Madeira und Azoren. Über 15 Ausgaben, darunter in Belgien, Portugal. 1977–1997.
- Malta./Malta und Gozo. Über 30 Ausgaben, darunter in Belgien, den Niederlanden, Tschechien, Ungarn. 1989–2008.
- Kanalinseln. 8 Ausgaben, darunter in Belgien. 1994–2007.

Asien
- Sri Lanka. 7 Ausgaben. 1979–1993.
- Malaysia, Borneo. 3 Auflagen. Goldstadtverlag, Pforzheim 1982–1997.

Deutschland
- Hamburg. 4 Auflagen. Polyglott, München 1989–1994.
- Ostfriesische Inseln. 9 Auflagen. Mairs, Ostfildern 1994–2009.
- Lüneburger Heide. 7 Auflagen. Mairs, Ostfildern 1998–2009.
- Ostfriesland. 6 Auflagen. Mairs, Ostfildern 2003–2008.